# رود سوگوژا
رود سوگوژا (انگلیسی: Sogozha) یک رودخانه در استان یاروسلاول کشور روسیه است.